# Szuniery
Szuniery (ros. Шунеры) – wieś (sieło) w Rosji, w Kraju Krasnojarskim, w rejonie szuszeńskim. W 2010 liczyła 641 mieszkańców.